# Desire (ORIGINAL LOVEのアルバム)
『Desire』（ディザイア―）は、 1996年7月19日に発売されたORIGINAL LOVE通算6作目のスタジオ・アルバム。
サイドキャップのキャッチコピーは「未知なる荒野へ一歩を踏み出した、革新的ニュー・アルバム」。

## 解説
前作『RAINBOW RACE』から1年2か月ぶりのアルバム。前作を以て、2人のメンバーが離脱、田島貴男の一人バンドとしての第一弾アルバム。
先行シングル「プライマル」は、本作用に別ミックスが施されており、イントロにコーラスが追加され、全体を通しての音数やエコーを減らし、シングル・ヴァージョンよりもボーカルを聴かせる仕上がりとなっている。
もう1曲の先行シングル「Words of Love」は、これまでのORIGINAL LOVEの世界観にあるハート・ウォームな楽曲となっている。ミュージック・ビデオは体育館や運動場で撮影された。
ミュージック・ビデオも作られた1曲目の「Hum a Tune」、「ガンボ・チャンプルー・ヌードル」、「黒猫」などは沖縄音楽やワールドミュージックのテイストを感じさせる楽曲であり、新しいORIGINAL LOVEの世界を開いたといえる。
ラテンテイストの「ブラック・コーヒー」、ヘヴィなリズムを強く感じさせる「Masked」、アコースティックに溢れる「少年とスプーン」など、バラエティに富んだジャンルで全10曲が構成されている。
シンセサイザーは極力抑えられ、代わりにアコースティックピアノやオルガンが鍵盤楽器の主として使われている。これまでの作品よりもパーカッションが多用されているのも本作の特徴となっている。

## リリース変遷
2014年6月18日にHQCD仕様で再発売された。
2022年8月6日にLPレコード2枚組で再発売された。

## 収録曲
全曲 作詞・作曲・編曲：田島貴男

### CD
1. Hum a Tune  –  (6:56)
2. ブラック・コーヒー  –  (4:28)
3. ガンボ・チャンプルー・ヌードル  –  (4:12)
4. 青空のむこうから  –  (7:28)
5. Masked  –  (4:24)
6. Words of Love  –  (4:47)
7. 黒猫  –  (3:51)
8. 日曜日のルンバ  –  (5:19)
9. プライマル (Album Mix)  –  (4:47)
10. 少年とスプーン  –  (4:12)

### LP

#### レコード1
【A面】
1. Hum a Tune
2. ブラック・コーヒー
3. ガンボ・チャンプルー・ヌードル

【B面】
1. 青空のむこうから
2. Masked

#### レコード2
【A面】
1. Words of Love
2. 黒猫
3. 日曜日のルンバ

【B面】
1. プライマル（Album Mix）
2. 少年とスプーン

## リリース日一覧
| 地域 | リリース日    | レーベル    | 規格 | カタログ番号 |
| ---- | ------------- | ----------- | ---- | ------------ |
| 日本 | 1996年7月19日 | PONY CANYON | CD   | PCCA-00986   |
| 日本 | 2014年6月18日 | PONY CANYON | HQCD | PCCA-50186   |
| 日本 | 2022年8月6日  | PONY CANYON | 2LP  | PCJA-00103   |